# Verhängnisvolle Fracht
Verhängnisvolle Fracht (Originaltitel: The Navy vs. the Night Monsters) ist ein US-amerikanischer Science-Fiction- bzw. Monsterfilm aus dem Jahr 1966 mit Mamie Van Doren in der weiblichen Hauptrolle. Der Film basiert auf dem Roman Monster vom Ende der Welt von Murray Leinster.
Die Uraufführung fand am 19. Mai 1966 in San Antonio, Texas statt. In Deutschland kam der Film nicht zur Kinoaufführung, sondern wurde erstmals am 24. Januar 1986 durch RTL plus im westdeutschen Fernsehen ausgestrahlt.

## Handlung
Eine C-47 Dakota der United States Navy transportiert zur wissenschaftlichen Untersuchung Pinguine und Pflanzenproben aus der Antarktis in die USA. Die Maschine muss zum Auftanken auf der (fiktiven) Südseeinsel Gow landen, die sich westlich von Ecuador befindet. Auf Gow befindet sich ein Stützpunkt der Marine. Außer der Besatzung befinden sich an Bord noch einige Wissenschaftler.
Während des Fluges geht ein Ruck durch die Maschine, für den die Piloten keine Erklärung haben. Ein Besatzungsmitglied geht daraufhin in den Laderaum, um die Ursache zu erforschen. Während des Landeanfluges wird er schwer verletzt aufgefunden. Vor einer unsichtbaren Gefahr, die aus dem Laderaum kommt, fliehen einige Besatzungsmitglieder und stürzen sich aus der geöffneten Flugzeugtür.
Dem Piloten, dem einzigen Überlebenden, gelingt zwar die Landung auf Gow, doch er steht unter Schock und kann keinerlei Aussagen machen. Eigentümlicherweise ist neben der Flugzeugbesatzung und den Wissenschaftlern auch ein Pinguin verschwunden. Die Stützpunktbesatzung steht vor einem Rätsel und kann, da die notlandende Maschine den Tower des Flugplatzes beschädigt hat, auch nicht per Funk die vorgesetzte Dienststelle auf dem amerikanischen Festland erreichen.
Nach und nach verschwinden nachts mehrere Angehörige des Stützpunkts. Schließlich wird ein Wachposten von einem laufenden Baum verstümmelt und stirbt. Dadurch kann der Gegner identifiziert werden. Die Pflanzenproben enthielten Baumsamen, die sich inzwischen zu Bäumen entwickelt haben. Die Bäume sind Fleischfresser, die auf ihren Wurzeln laufen. Da Schusswaffen gegen den Gegner wirkungslos sind, baut einer der Wissenschaftler Molotowcocktails, mit denen die Stützpunktinsassen die Ungeheuer in Brand setzen. Trotzdem drohen sie der Übermacht der Pflanzenungeheuer zu erliegen.
Schließlich kann die Funkstation wieder in Betrieb genommen werden. Die vorgesetzte Dienststelle beordert den Flugzeugträger Hudson Bay in Richtung Gow und seine Jagdbomber vernichten die Pflanzenungeheuer mit Napalm und Bordwaffen.

## Produktionsnotizen
Arbeitstitel waren The Navy vs. the Night Crawlers und The Night Crawlers. Vorbild war der Science-Fiction-Film Das Ding aus einer anderen Welt von 1951. Als Literaturvorlage diente Murray Leinsters Roman The Monster from Earth’s End von 1959. Das Filmbudget betrug $ 178.000.-, seinerzeit ca. 700.000.- DM.
Andere Aufführungstitel sind unter anderem Os Monstros da Noite (Brasilien), Monsters of the Night (Großbritannien) oder Yön hirviöt (Finnland).

## Rezeption
Für den Filmdienst ist der Streifen ein „billiger Science-Fiction-Film von unfreiwilliger Komik“.

## Veröffentlichung
2017 wurde von Cargo Records eine DVD ediert. Eine deutschsprachige VHS ist, soweit bekannt, nicht erschienen, so dass der Film offenbar auch nicht in Videotheken geführt wurde.